# Allstate
The Allstate Corporation er et amerikansk forsikringsselskab. Hovedkvarteret har siden 1967 været i Northbrook. Virksomheden blev etableret i 1931, som et datterselskab til Sears Roebuck. I 1993 blev virksomheden selvstændig, efter at der blev foretaget et spin off. De har også forsikringsaktiviteter i Canada.